# 室女座υ
室女座υ，又名BD-01 2938，HD 125454、SAO 139866、HR 5366，是室女座的一颗恒星，视星等为5.14，位于銀經342.25，銀緯53.74，其B1900.0坐标为赤經14h 14m 23.2s，赤緯-1° 53.74′ 12″。